# Lindneromyia flavipalpis
Lindneromyia flavipalpis är en tvåvingeart som beskrevs av Chandler 1994. Lindneromyia flavipalpis ingår i släktet Lindneromyia och familjen svampflugor. Inga underarter finns listade i Catalogue of Life.